# 난충시
난충(남충, 중국어: 南充, 병음: Nánchōng)은 쓰촨성 북동쪽의 지급시이다. 쓰촨 성에서 두 번째로 인구가 많은 지급시이자 쓰촨 성의 8대 도시 중 하나이다. 행정 중심은 순칭 구이다.

## 역사
난충은 BC314년에 진나라에 의해 정복되기 전까지 파나라의 영토였다. 진나라는 현재의 랑중 시에 낭중현(閬中县)을 두고 현재의 난충 부근을 관할했다. 한나라가 건국될 무렵에 순칭 구에 안한현(安漢县)이 설치되었다.
안한현의 이름은 당나라 때인 621년에 과주(果州)로 바뀌었고 742년에 현재의 이름인 남충으로 바뀌었다. 1221년에 과주는 순경부(順慶府)로 승격했다.
중화민국의 시대인 1916년, 이 지방의 중심은 랑중에서 난충으로 옮겨졌다. 중화인민공화국 건국 이래, 난충 시(현재의 순칭 구)가 두어져 난충 지역의 중심이 되었지만, 1993년, 난충 지구(南充地区)가 폐지되면서 옛 현급시는 새로운 지급시인 난충 시에 속하게 되었다.

## 지리 및 기후
난충은 쓰촨 성의 북동부에 위치한다. 동쪽으로 다저우, 서쪽으로 몐양, 쑤이닝, 북쪽으로 광위안과 접한다.
이 지역의 대부분은 언덕이다. 전체 면적의 25%가 삼림으로 덮여있다. 장강의 지류인 자링강이 난충을 남북으로 가로지르고 그 밖에 총 유역 면적이 30km2가 넘는 30개의 강이 있다.
연평균 기온은 17.7 °C이고 1월 평균기온은 6.6 °C, 8월 평균기온은 27.8 °C이다. 연평균 강수량은 1010mm이다.
| 난충시 가오핑구의 기후                                        | 난충시 가오핑구의 기후 | 난충시 가오핑구의 기후 | 난충시 가오핑구의 기후 | 난충시 가오핑구의 기후 | 난충시 가오핑구의 기후 | 난충시 가오핑구의 기후 | 난충시 가오핑구의 기후 | 난충시 가오핑구의 기후 | 난충시 가오핑구의 기후 | 난충시 가오핑구의 기후 | 난충시 가오핑구의 기후 | 난충시 가오핑구의 기후 | 난충시 가오핑구의 기후 |
| 월                                                            | 1월                    | 2월                    | 3월                    | 4월                    | 5월                    | 6월                    | 7월                    | 8월                    | 9월                    | 10월                   | 11월                   | 12월                   | 연간                   |
| ------------------------------------------------------------- | ---------------------- | ---------------------- | ---------------------- | ---------------------- | ---------------------- | ---------------------- | ---------------------- | ---------------------- | ---------------------- | ---------------------- | ---------------------- | ---------------------- | ---------------------- |
| 역대 최고 기온 °C (°F)                                        | 19.4 (66.9)            | 23.5 (74.3)            | 31.6 (88.9)            | 35.2 (95.4)            | 37.2 (99.0)            | 36.8 (98.2)            | 39.6 (103.3)           | 41.4 (106.5)           | 41.9 (107.4)           | 34.1 (93.4)            | 27.6 (81.7)            | 17.4 (63.3)            | 41.9 (107.4)           |
| 일평균 최고 기온 °C (°F)                                      | 9.4 (48.9)             | 12.6 (54.7)            | 17.6 (63.7)            | 23.4 (74.1)            | 26.9 (80.4)            | 29.2 (84.6)            | 32.3 (90.1)            | 32.7 (90.9)            | 27.2 (81.0)            | 21.3 (70.3)            | 16.3 (61.3)            | 10.5 (50.9)            | 21.6 (70.9)            |
| 일일 평균 기온 °C (°F)                                        | 6.6 (43.9)             | 9.1 (48.4)             | 13.3 (55.9)            | 18.5 (65.3)            | 22.1 (71.8)            | 24.9 (76.8)            | 27.8 (82.0)            | 27.6 (81.7)            | 23.1 (73.6)            | 17.9 (64.2)            | 13.1 (55.6)            | 8.0 (46.4)             | 17.7 (63.8)            |
| 일평균 최저 기온 °C (°F)                                      | 4.4 (39.9)             | 6.6 (43.9)             | 10.2 (50.4)            | 14.8 (58.6)            | 18.4 (65.1)            | 21.6 (70.9)            | 24.3 (75.7)            | 24.0 (75.2)            | 20.3 (68.5)            | 15.7 (60.3)            | 10.9 (51.6)            | 6.1 (43.0)             | 14.8 (58.6)            |
| 역대 최저 기온 °C (°F)                                        | −2.8 (27.0)            | −0.9 (30.4)            | 1.2 (34.2)             | 4.9 (40.8)             | 9.5 (49.1)             | 14.3 (57.7)            | 18.0 (64.4)            | 17.4 (63.3)            | 13.3 (55.9)            | 3.5 (38.3)             | 1.5 (34.7)             | −3.4 (25.9)            | −3.4 (25.9)            |
| 평균 강수량 mm (인치)                                         | 15.5 (0.61)            | 17.5 (0.69)            | 38.3 (1.51)            | 75.9 (2.99)            | 119.4 (4.70)           | 162.4 (6.39)           | 175.1 (6.89)           | 147.0 (5.79)           | 121.3 (4.78)           | 85.6 (3.37)            | 36.6 (1.44)            | 16.0 (0.63)            | 1,010.6 (39.79)        |
| 평균 강수일수 (≥ 0.1 mm)                                      | 9.0                    | 8.3                    | 9.9                    | 11.4                   | 13.7                   | 13.9                   | 12.3                   | 10.0                   | 13.5                   | 15.2                   | 10.2                   | 8.4                    | 135.8                  |
| 평균 강설일수                                                 | 0.9                    | 0.4                    | 0                      | 0                      | 0                      | 0                      | 0                      | 0                      | 0                      | 0                      | 0                      | 0.4                    | 1.7                    |
| 평균 상대 습도 (%)                                            | 83                     | 79                     | 74                     | 73                     | 73                     | 79                     | 77                     | 74                     | 81                     | 85                     | 84                     | 85                     | 79                     |
| 평균 월간 일조시간                                            | 34.6                   | 47.4                   | 87.8                   | 126.7                  | 129.4                  | 116.6                  | 165.6                  | 180.8                  | 100.5                  | 63.2                   | 51.5                   | 29.3                   | 1,133.4                |
| 가능 일조율                                                   | 11                     | 15                     | 23                     | 33                     | 30                     | 28                     | 39                     | 44                     | 27                     | 18                     | 16                     | 9                      | 24                     |
| 출처: 중국기상국 (평년값: 1991년~2020년, 극값: 1971년~2010년) |                        |                        |                        |                        |                        |                        |                        |                        |                        |                        |                        |                        |                        |

## 행정 구역

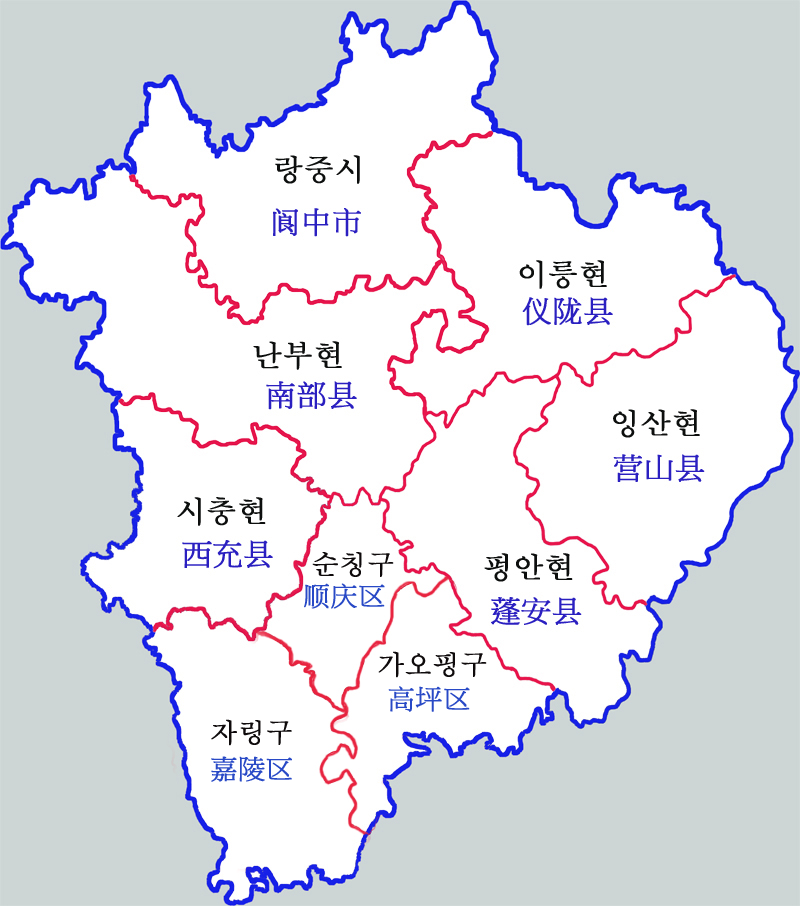
난충시 현급 행정구역도

3개의 시할구, 1개의 현급시, 5개의 현을 관할한다.
시할구
- 순칭 구(顺庆区)
- 가오핑 구(高坪区)
- 자링 구(嘉陵区)

현급시
- 랑중 시(阆中市)

현
- 난부 현(南部县)
- 시충 현(西充县)
- 잉산 현(营山县)
- 이룽 현(仪陇县)
- 펑안 현(蓬安县)

## 경제

### 농업
농업은 난충 경제의 기둥으로 난충 인구의 80%가 농촌에 거주하며 전통적인 농업 활동에 종사한다. 난충의 제조업 또한 원재료를 농업으로부터 제공받는다. 난충의 주요 농산품은 식품이다. 오렌지, 누에와 돼지고기가 생산되어 제조업을 부양한다.

### 제조업
난충의 주요 제조품은 석유 제품과 자동차와 그 부품, 기계 장비, 직물, 건자재이다.

### 천연 자원
난충에서는 많은 양의 석유와 천연가스가 발견되었고 중국 서부의 가장 큰 점판암 광산이 있다. 자링 강과 그 지류의 댐들은 전력 생산 확대의 많은 잠재력을 지니고 있다. 그러나 난충의 가장 큰 자원은 "사람"으로 난충은 저가 노동력의 주요 공급지 중 하나이다.

## 교통
난충의 교통은 광범위한 도로, 철도, 항공 교통망 덕분에 쓰촨 성의 다른 도시들과 비교해서 꽤 편리하다.
난충은 쓰촨 성 북부의 교통축으로 318번 국도와 212번 국도가 교차하고 청두, 광안을 연결하는 청난 고속도로, 난광 고속도로가 새로 건설 중이다.
다청 철도는 난충을 가로질러 청두와 다저우를 연결한다. 또다른 철도로 간쑤성 란저우와 충칭을 잇는 란위 철도가 계획중으로 이것이 완공되면 난충은 쓰촨 성 북동부의 철도 교통축이 될 것이다. 난충 역은 청두, 상하이, 충칭, 광저우, 우한, 선전, 둥관과 같은 몇몇 지역과 국가의 경제 중심지에 승객과 화물 서비스를 제공한다.
구 난충 공항은 1950년대에 건설되어 2003년에 문을 닫았다. 새 난충 가오핑 공항은 더 큰 비행기를 수용할 수 있고 베이징과 광저우에 정기 항공 서비스를 제공한다.
난충은 고대에 전통적인 운송 중심지로 간쑤 성에서 출발한 배들이 자링 강을 타고 충칭에 도달했다. 그러나 현대의 배들은 강에 적합하지 않다.

## 주민
한족이 가장 큰 민족집단으로 전체 인구의 99.88%를 차지하고 그 밖에 48개의 소수민족을 발견할 수 있다. 랑중에는 가장 큰 후이족 무슬림 지역사회가 있다.
중국의 다른 도시들처럼 난충의 인구는 상층의 도시 인구와 하층의 농촌 인구의 두 집단으로 나뉘고 도시의 주민등록인구는 120만 명 정도이다.
순칭 구는 난충에서 가장 인구밀도가 높은 지역이다.

## 유명 인물
- 진수 - 진나라의 역사가로 삼국지를 저술했다.
- 주더 - 중국 공산당과 중국 공산주의자 정부, 인민 해방군의 지도자 중 한 명이다.
- 즈안 선사(속명 류치) - 난충 지방 출신이지만 1932년에 중화민국 타이완 성 타이베이로 이주한 자유중화민국 타이완의 대선승(大禪僧)이다.